# The New Person
"The New Person" es el décimo episodio de la primera temporada de la serie de televisión dramática estadounidense Six Feet Under. El episodio fue escrito por el productor supervisor Bruce Eric Kaplan y dirigido por Kathy Bates. Se emitió originalmente en HBO el 5 de agosto de 2001.
La serie está ambientada en Los Ángeles y retrata la vida de la familia Fisher, que dirige una funeraria, junto con sus amigos y amantes. Explora los conflictos que surgen después de que el patriarca de la familia, Nathaniel, muere en un accidente automovilístico. En este episodio, David y Nate contratan a un nuevo embalsamador, mientras Claire continúa su relación con Gabe. Mientras tanto, Nate está preocupado porque Brenda sacrificó su futuro para cuidar de Billy.
Según Nielsen Media Research, el episodio fue visto por aproximadamente 5,54 millones de espectadores en hogares y obtuvo una calificación de 3,6 en hogares de Nielsen. El episodio recibió críticas positivas de los críticos, con elogios hacia las actuaciones (en particular, Michael C. Hall), el guion y el desarrollo de los personajes.

## Trama
Jonathan Hanley se queja de su trabajo, mientras su esposa prepara el desayuno. A mitad de la frase, él es asesinado cuando ella lo golpea con una sartén, harta de sus quejas. Posteriormente comienza a desayunar. Más tarde es arrestada y ella afirma que lo mató porque era "aburrido".
Con Federico (Freddy Rodríguez) fuera, David (Michael C. Hall) y Nate (Peter Krause) deciden que es hora de encontrar un nuevo embalsamador. Después de realizar entrevistas, deciden contratar a una mujer llamada Angela (Illeana Douglas). Ella es una experta en la materia, pero les molesta su personalidad tan franca. Claire (Lauren Ambrose) ha reanudado su relación con Gabe (Eric Balfour), ayudándolo a superar la muerte de Anthony. Gabe se disculpa por su maltrato y Claire también protege a Gabe de otros acosadores en la escuela. Sin embargo, ella queda confundida cuando él comienza a faltar a la escuela y no responde a sus llamadas telefónicas, alegando que visitará a su padre.
Nate y Brenda (Rachel Griffiths) visitan una galería de arte donde Billy (Jeremy Sisto) muestra algunas de sus fotografías. A Nate le molesta la actitud de sus padres, mientras Brenda expresa su desdén por el Dr. Gareth Feinberg, quien publicó trabajos sobre ella. Nate se enoja al enterarse de que uno de los retratos es de él orinando en una pared, sin saber que Billy lo estaba siguiendo. Cuando Brenda apoya a Billy, Nate se marcha enojado. En su casa, Brenda le dice a Nate que sacrificó su futuro para cuidar de Billy, quien intentó suicidarse cuando ella era más joven, abandonando su vida en la Universidad de Yale por él. Después de pelearse con Brenda, Billy irrumpe en la oficina de Feinberg para destruir todos los archivos que tiene sobre Brenda, mientras insulta a sus padres por no apoyarlo. Margaret (Joanna Cassidy) le pide a Brenda que ayude a convencer a Billy de internarse en una institución, y revela que él no intentó suicidarse; Billy en realidad prendió fuego a la casa mientras fabricaba una bomba, lo que la sorprendió.
David comienza a soñar despierto con múltiples encuentros sexuales con extraños. Mientras ayuda a la iglesia a servir comida a las personas sin hogar, descubre que Keith (Mathew St. Patrick) también es voluntario y decide unirse a él. Se reconcilian y se besan en el apartamento de Keith, pero Keith deja en claro que está bien con su nuevo novio. Un David decepcionado se marcha y se pone en contacto con un servicio de sexo telefónico. Ruth (Frances Conroy) descubre que Angela rompió una de las copas de vino de su madre, y termina despedida. Al salir, Angela lamenta el estado de la familia y le revela a Ruth la homosexualidad de David. Luego Nate visita a Federico, quien no está contento con su nuevo trabajo en Kroehner. Acepta regresar a Fisher & Sons, aunque Nate no puede prometer que podrá ser socio. Federico le informa a Nate que Kroehner prendió fuego a la casa del otro lado de la calle para cobrar el dinero del seguro y que no han terminado de desmantelar Fisher & Sons. Claire visita a la madre de Gabe para saber dónde está, y descubre que mintió sobre su visita, dado que su padre murió hace años.

## Producción

### Desarrollo
El episodio fue escrito por el productor supervisor Bruce Eric Kaplan y dirigido por Kathy Bates. Este fue el segundo crédito como guionista de Kaplan, y el segundo crédito como director de Bates.

## Recepción

### Audiencia
En su emisión original en Estados Unidos, "The New Person" fue visto por un estimado de 5,54 millones de espectadores en hogares, con un rating de 3,6 en hogares. Esto significa que fue visto por el 3,6% de los hogares estimados del país, y fue visto por 3,70 millones de hogares.  Esto representó una disminución del 5% en la audiencia con respecto al episodio anterior, que fue visto por 5,82 millones de espectadores en hogares con una calificación de 3,8 en hogares. 

### Reseñas críticas
"The New Person" recibió críticas positivas de los críticos. John Teti, de The AV Club, escribió: "Por lo tanto, la pregunta es si Gabe se suicidó o huyó. El hecho de que Gabe dijera que iba a ver a su padre (muerto) sugiere lo primero. Pero también hay evidencia en la otra dirección. ¿Por qué vaciaría su casillero a menos que estuviera empacando para ir a algún lado? Y el episodio ya presentaba una historia de suicidio que resulta ser una distracción, por lo que es lógico que haya otra".
Entertainment Weekly le dio al episodio una calificación de "B+" y escribió: "La aparición de Douglas como invitada nominada al Emmy inmediatamente inyecta nueva vida al drama a menudo sombrío, al igual que una secuencia musical de fantasía que permite al ex alumno de Cabaret Hall mostrar sus habilidades de canto y baile".  Mark Zimmer de Digitally Obsessed le dio al episodio una calificación de 3.5 sobre 5 y escribió: "Las cosas se ponen realmente raras con Margaret Chenowith, que está en buena forma, alegre e incestuosamente espeluznante. El rígido esta vez es un vendedor terminalmente aburrido asesinado por su esposa con una sartén (reminiscencias de Maggie y Jiggs)". 
TV Tome le dio al episodio una calificación de 7 sobre 10 y escribió: "Los fanáticos de los momentos musicales de la serie estarán encantados de ver el pequeño número estilo Cabaret de Michael C. Hall al comienzo del episodio".  Billie Doux de Doux Reviews le dio al episodio 3 de 4 estrellas y escribió: "La exhibición de Billy fue brillante, visceral, inapropiada y enfermiza, y él también lo fue. Y también lo fue su madre. Billy y Margaret eran como granadas de mano humanas ensimismadas".  Television Without Pity le dio al episodio una calificación de "B+". 
En 2016, Ross Bonaime de Paste lo clasificó en el puesto 35 en un ranking de episodios de la serie y escribió: "Para los Fisher, "The New Person" podría ser una de las primeras veces en las que la familia se vuelve tan unida, hasta el punto en que cualquier otra persona que entre a la casa pronto se marcha. La sustituta de Rico, Angela, parece una buena idea al principio, pero luego toda la familia está de acuerdo en que necesitan que se vaya. David trae a Keith de vuelta a casa, pero cuando se vuelve demasiado fuerte, Keith deja a este agresivo David solo. A pesar del desorden de todo, es genial ver a los Fisher unirse como equipo, no solo contra Angela, sino también cuando David y Nate cubren las aventuras de Claire con Gabe. Incluso están allí, ayudándola cuando le rompen el corazón. Desafortunadamente, mientras la familia Fisher se acerca, los Chenowith se separan, ya que están divididos entre si Billy debe ser enviado o no a una institución. Una vez más".

### Reconocimientos
Por este episodio, Illeana Douglas recibió una nominación a Mejor Actriz Invitada en una Serie Dramática en los 54.º Premios Primetime Emmy.  Perdería ante Patricia Clarkson, quien también apareció como estrella invitada y ganó por la serie. 